# Calicnemia sinensis
Calicnemia sinensis – gatunek ważki z rodziny pióronogowatych (Platycnemididae).